# Výživa slonů ve volné přírodě

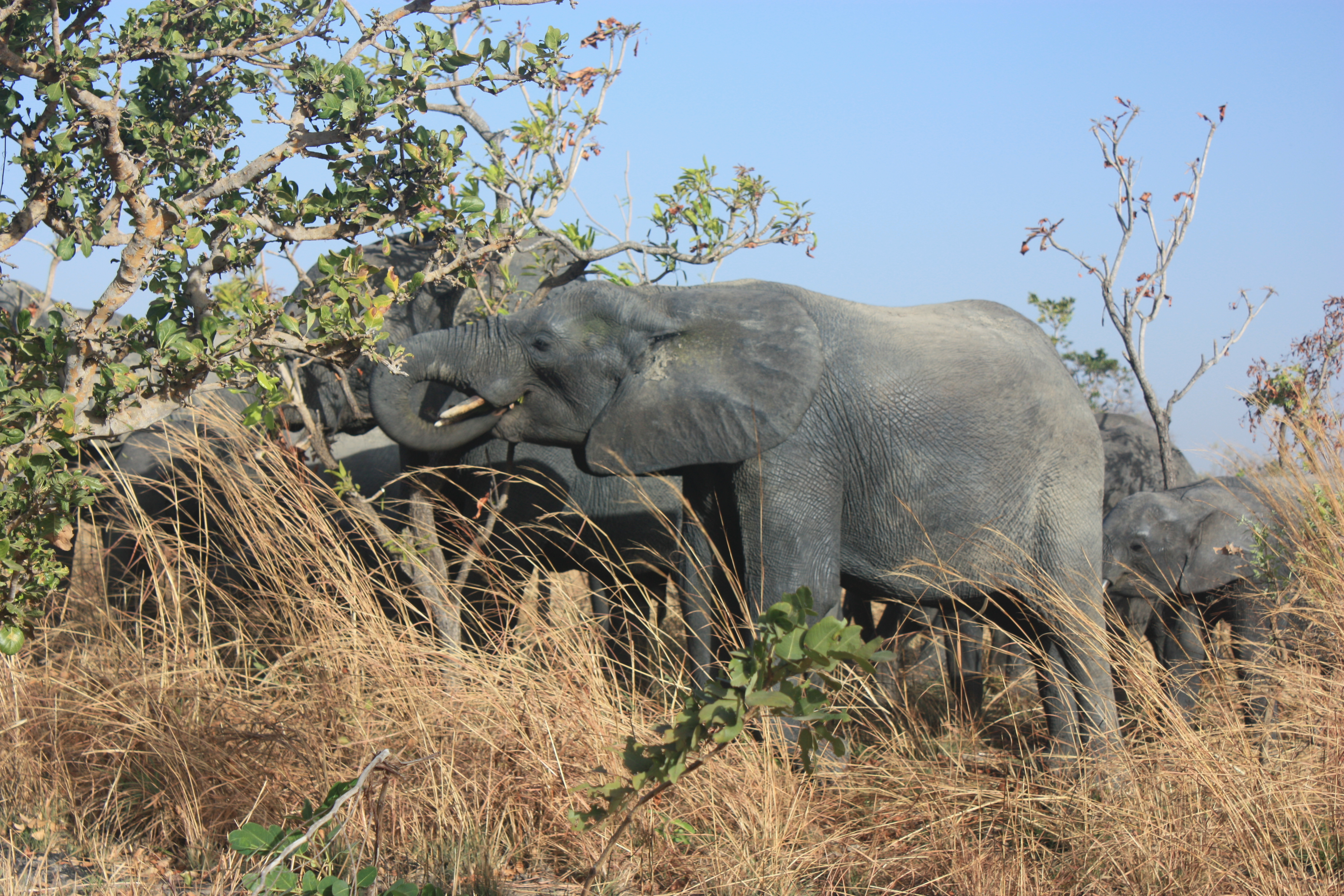
Stádo slonů při krmení

Výživa slonů ve volné přírodě přitahuje mnoho pozornosti. Jak v Africe, tak v Asii bylo provedeno mnoho studií o způsobech přijímání potravy slonů. Vzhledem k různorodosti životního prostředí, ve kterém se sloni nalézají na obou kontinentech, můžeme přirozeně očekávat značnou různorodost jednotlivých druhů a částí rostlin, které konzumují.
Obrovitost sloního těla vyžaduje neméně obrovský příjem potravy. Slon je schopen naráz vypít přes 100 litrů vody, velký samec afrického slona vypije denně přes 220 litrů vody. Průměrná spotřeba trávy, listí a větví, které jsou v přírodě výlučnou potravou slonů, kolísá od 300 do 450 kg. Přes obrovitost zažívacích orgánů sloni potravu velmi špatně zpracovávají, tráví zhruba jen 40 - 44 % tedy více než polovina potravy opouští tělo bez užitku. Zhruba 18 - 20 hodin denně se proto musí věnovat přijímaní potravy.

## Výživa a stavba těla
Jednou z nejvýraznějších a jedinečných fyzikálních vlastností slona je jeho prodloužený horní ret a nos, tvořící chobot, díky kterému je schopen při hledání potravy dosáhnout ze země na vysoké větve. Chobot je dostatečně silný, aby s ním slon mohl zvednout celý strom a zároveň je velmi citlivý, aby zvedl i jediné stéblo trávy. Během evoluce chobotnatců lze sledovat postupnou redukci přední části dentice a modifikaci stoliček jako adaptaci na rostlinnou potravu. Slon nemá žádné špičáky ani dolní řezáky. Horní řezáky, pokud jsou vyrostlé, byly v průběhu evoluce přeměněny na kly. Výměna stoliček u slonů probíhá ve vertikálním směru. Funkční je vždy jen jedna stolička, a když dojde k jejímu obroušení až na bázi, je nahrazena odzadu další.

## Skladba a způsob přijímání potravy
Sloni obývají různé typy stanovišť, a proto je i jejich potrava různorodá, zahrnující traviny, ovoce, kůru, listí, větve a kořeny. Sloní mláďata se zpočátku krmí pouze mlékem, postupně přecházejí na pevnou potravu, kterou pravidelně přijímají již ve stáří několika měsíců. Samice mláďata kojí zpravidla první dva roky, avšak v některých případech může kojení trvat i mnohem déle.
I když mají sloni schopnost krmit se relativně neselektivně v širokém rozmezí stanovišť a požírají velké množství rostlinných druhů, řada studií přesto zjistila, že sloni dávají přednost konkrétním stanovištím a rostlinným druhům. Výběr je však ovlivněn například oblastí, ročním obdobím nebo ekosystémem. U slonů indických pozorovaných v Národní parku Rajaji byl výběr potravy studován v období mezi roky 1999 až 2006. Ačkoli sloni konzumovali řadu rostlinných druhů, jejich hlavní potrava se skládala až z 50 druhů rostlin, které byly dostupné střídavě po celý rok. Preference se pak měnily například v závislosti na sezónní změně minerálů obsažených v trávách. V Murchison Falls Parku v Ugandě a Národním parku Amboseli v Keni byla pozorována změna stravovacích návyků v důsledku degradace stanovišť. Během období dešťů trávy obsahovaly vysoký podíl bílkovin a sloni tedy v této době dávali přednost pastvě před okusem. Zatímco během období sucha se sloní jídelníček skládal převážně ze stromů a keřů, jelikož trávy obsahovaly méně než 2,5 % bílkovin a ukládaly v sobě toxické látky. Nicméně vysoký podíl trav v krmivu slonů mohl být také v důsledku přeměny přírodních stanovišť ze zalesněných na travnaté.
Slon je velmi všestranný, co se týká konzumace různých částí rostlin. Konzumuje nejen stébla trav, ale vytrhává také celé trsy, které požírá i s kořeny, které zbavuje hlíny oklepáním o přední nohy, nebo dokonce omytím ve vodě. Z bambusových trsů obyčejně bere jejich konečné výhonky s listy, ale může je po rozdělení konzumovat i celé. Malé bylinné stromy jsou slony konzumovány také v celku. Z keřů a stromů obvykle sbírá listy, tyto rostliny mu však mohou poskytnout i další zdroj výživy a tím je ovoce a kůra. Všechny tyto tři složky potravy jsou konzumovány například z akácií, které nedokážou slony odradit ani svými dlouhými trny. Ačkoliv sloni preferují čerstvé listy stromů a keřů, v období suchých měsíců nepohrdnou ani suchými větvemi. Z ovocných stromů a keřů sloni konzumují pouze kůru, listy jen výjimečně. Malé palmy sloni často vytrhnou a sežerou i s kořeny. Z vyšších palem vytrhávají jen jejich růstovou střední část, ale tím často zahubí celou rostlinu.
Výskyt ovoce v jejich potravě je pouze sezonní. Menší druhy ovoce sloni požírají v celku, zatímco větší jako jsou plody chlebovníku, nejdříve rozšlápnou nohou.
Kmeny takových stromů jako je baobab a banánovník sloni narušují tak, aby se dostali k jeho měkké dřeni. V různorodosti rostlinných typů a konzumovaných částí rostlin nemá slon mezi býložravci sobě rovného.

## Potravní chování
Sloni v Národním parku Tsavo v Keni tráví 48 - 63 % ze dne krmením, slon indický pozorovaný na Srí Lance trávil krmením přibližně 75 - 80 % času. Sloni v Murchison Falls Parku v Ugandě se krmili téměř neustále během celého dne, zastavovali se jen, pokud našli stín na odpočinek. U afrických slonů byly pozorovány tři výrazné změny ve smyslu intenzivnějšího krmení během krmení víceméně kontinuálního, a to ráno, odpoledne a poslední kolem půlnoci. Čas strávený krmením může být také snížen při pohybu a migracích za vodou a při hledání potravy.
Pozorována byla také změna chování při krmení podle změn ročního období. Například když tráva začínala růst po prvních deštích, sloni trhali listy v malých shlucích bez vytržení celé rostliny. Zatímco, později, když tráva dosahovala výšky 0,5 až 1 m, sloni svým chobotem vytrhávali celé trsy, oprašovali je, vrchní část konzumovali a bazální část s kořeny pak odhazovali. K odstranění zeminy z rostlin sloni využívali přední končetiny, o které si rostliny oklepávali nebo je také uměli vyprat ve vodě.